# Wesley Barbosa
Wesley Barbosa (Itapecerica da Serra, 30 de março de 1990) é um escritor brasileiro. Vendeu mais de 10.000 exemplares de seus livros, de forma independente, de mão em mão, nas ruas, nos bares e pelo Instagram. Suas obras, enquadradas como literatura marginal, caracterizam-se por personagens que narram suas histórias de um ponto de vista pessoal.

## Biografia
Filho de uma faxineira, mãe solo, Wesley costumava faltar nas aulas para ficar lendo na biblioteca da escola. Frequentava também a biblioteca do Jardim Santa Júlia, bairro de Itapecerica da Serra, onde nasceu e foi criado. Nas bibliotecas conheceu escritores como Júlio Verne, Hermann Hesse, Dostoiévski, Clarice Lispector, Lima Barreto, Carlos Drummond de Andrade e Jorge Amado, um de seus autores prediletos.
| “                | Na escola, eu não gostava de matemática e era um aluno relapso mesmo, não conseguia prestar atenção. Um dia, pedi para a professora para ir ao banheiro, vi a porta da biblioteca entre aberta e fiquei por lá. | ” |
| — Wesley Barbosa | |   |

Segundo Wesley, um dia fugiu da aula de matemática e encontrou aberta a porta da biblioteca. Entrou, começou a mexer nos livros e se encantou por uma adaptação para jovens da Odisséia. A partir de então, começou a se interessar pela leitura e quis ser escritor. Lhe interessam assuntos como filosofia e tecnologia. Dentre os autores que leu para buscar palavras do seu cotidiano, estão Lima Barreto, Carolina Maria de Jesus, Ferréz, Jorge Amado e Conceição Evaristo.

### Carreira
Wesley trabalhou como servente de pedreiro, atendente de supermercado, entregador de jornal e vendedor de água nos faróis. Em 2016, publicou seu primeiro livro, a coletânea de contos O Diabo na Mesa dos Fundos, escrita numa LAN house do bairro onde morava. O livro foi publicado pela editora Selo Povo, do escritor Ferréz, que bancou mil exemplares da obra, e depois cedeu os direitos para Wesley. Dessa forma, Wesley conseguiu continuar seu trabalho como escritor. Os 19 contos têm como tema a realidade das pessoas comuns que vivem na periferia da cidade de São Paulo. Três anos depois, decidiu se demitir de seu emprego numa lanchonete para se dedicar à divulgação de seu livro.
| “                | A imaginação é minha ferramenta, mas a realidade é como se fosse um suplemento para escrever. Sempre quero trazer histórias que sejam parecidas com a realidade para que as pessoas se identifiquem. | ” |
| — Wesley Barbosa | |   |

Wesley sempre vendeu seus livros de forma independente, oferecendo a obra para os transeuntes da Rua Augusta. Em 2020, durante a pandemia da Covid-19, se sustentou com a publicação de Parágrafos Fúnebres, que divulgou pelo Instagram e enviou pelos Correios para todo o país.
Em 2019, Wesley Barbosa participou da Festa Literária Internacional de Paraty (FLIP), onde conseguiu vender todos os 300 exemplares de seu livro O Diabo na Mesa dos Fundos. Em 2023, voltou a participar da FLIP e também participou da Expo Favela, evento voltado para personalidades e empreendedores que surgiram nas favelas. Ainda em 2023, publicou um conto na Revista Piauí chamado "O Rebento do Ódio".

Em 2023, abriu sua própria editora, a Barraco Editorial, com intuito de dar espaço e visibilidade para autores das periferias. Começou vendendo livros em edição de bolso, sendo O Rebento do Ódio o primeiro deles.
"Wesley Barbosa tem a marca existencial dos viventes e sobreviventes das margens (nada plácidas) da sociedade. O autor revela as dores e os desencontros do mundo, com se Lima Barreto trocasse os subúrbios ferroviários do Rio por uma São Paulo de 2023. Sou fã da sua escrita e da sua enorme capacidade de fazer circular os seus livros, sempre apostando no encontro direto para convencer os leitores e leitoras". ---- Xico Sá.

## Viela Ensanguentada
Seu primeiro romance, Viela ensanguentada (2022), conta a história de Mariano, garoto da periferia que gostava de ler e passava horas em bibliotecas. A história, com elementos autobiográficos, descreve a vida nas favelas e mostra situações que o autor presenciou. Segundo Wesley, seu personagem “é um solitário apaixonado por livros que deseja contar sua própria história. Ele é um sobrevivente das injustiças da sociedade, mas continua seguindo em frente e vai nos guiando por seu universo obscuro, apresentando-nos as pessoas que vivem nele”.
Viela Ensanguentada foi objeto de uma crítica que destaca sua capacidade de transcender os limites da estreiteza do bairro periférico repleto de adversidades, revelando uma visão ampliada da própria viela ou do popularmente conhecido "beco".  Apesar das adversidades do território, a narrativa revela a emergência de possibilidades de escape, delineando universos que coexistem e se transformam, ainda que marcados pelo sofrimento. O romance apresenta realidades que demandam atenção, sem, contudo, permitir uma sentença definitiva.
O livro vendeu mais de mil exemplares em menos de um mês e foi publicado na França pela editora BR Marginália. 

## Flipoços 2025
Wesley Barbosa participava do Flipoços (Festival Literário Internacional de Poços de Caldas) em seu papel como editor da Barraco Editorial, no estande alugado pelo Coletivo Neomarginal para a venda de livros de autores independentes. Durante a mesa sobre “Raízes e Asas: Literatura e Artes Sem Fronteiras - O Encontro de Mãe e Filha na Terra Natal”, de Ivana Panizzi e Camila Panizzi Luz, Camila convidou o escritor para subir ao palco. Wesley viu o ato como uma oportunidade de divulgar suas publicações e as demais do coletivo.
Quando Wesley chegou ao palco, Camila perguntou como ela mesma poderia ser uma neomarginal e publicar com a editora de Wesley. Ele respondeu que bastava ser ela mesma e que poderiam conversar sobre a publicação. Ao que ela respondeu “Eu quero ser uma neomarginal, gente. Olha que tudo! Camila Luz neomarginal. Nunca fui presa, mas agora sou da sociedade, né?”.
| “                | Literatura marginal é um movimento literário. Ela falou que agora ela vai ser uma neomarginal, mas ela nunca foi presa. Então, ela não tem cultura, ela não sabe o que é esse movimento marginal. Eu me senti indignado, me senti atacado. Eu senti que eu sofri racismo ali porque isso daí foi me associar a um criminoso. Eu não sou criminoso, eu sou um escritor, eu sou um autor independente. | ” |
| — Wesley Barbosa | |   |

A organização do evento retirou Camila Panizzi Luz das demais atividades do evento e recolheu seu livro dos estandes, tendo rotulado o acontecimento como um "episódio lamentável de cunho racista".

## Reconhecimentos
- Integrante do júri na categoria conto da premiação Tato Literário - Prêmio com.tato de Literatura Independente.[29][30][31]
- Viela Ensanguentada esteve na lista das Melhores leituras de 2022 no blog Ágora Literária.[32]
- Destaque no programa Antena Paulista (Globo) pelo Dia do Escritor.[33]

## Obras
- 2015 — O Diabo na Mesa dos Fundos. ISBN: 9788562848049[7][34][35][36][37]
- 2020 — Parágrafos fúnebres (Ficções Editora). ISBN:  978-65-87622-01-9[34][35]
- 2021 — Relato de um desgraçado sem endereço fixo.  ISBN: 978-65-87622-08-8[34][35][36][37]
- 2022 — Viela ensanguentada (Ficções Editora). ISBN: 978-65-87622-13-2[34][35][37]
- 2023 — O Rebento do Ódio (conto publicado na Revista Piauí). ISBN: 978-65-00-86111-2[34][35]
- 2023 — Eu te amo, Ivan. ISBN: 978-65-00-96262-8[34][35][7]
- 2023 — Pode me chamar de Fernando (Numa Editora). ISBN: 978-65-87249-95-7[34][38][35][37]
- 2024  —A sala 33 (conto publicado na Revista E) [39]
- 2024 — Rouge Favela (tradução para o francês de Viela Ensanguentada) [20]
- 2024 — Eu te amo, Ivan[9]